# جيرالد سميث (سياسي)
جيرالد سميث هو سياسي كندي، ولد في 30 نوفمبر 1943 في كندا. حزبياً، نشط في الحزب الليبرالي في نيوفندلاند ولابرادور ‏.